# مرسدس-بنز اس‌ال‌اس آام‌گ
مرسدس بنز اس‌ال‌اس اِی‌اِم‌جی (Mercedes-Benz SLS AMG) خودرویی است که از سال ۲۰۱۰ تا ۲۰۱۴ در آلمان تولید شده‌است. این خودرو دارای قویترین موتور مکشی در دنیا می‌باشد. جعبه دنده برای توزیع وزن بهتر پشت اتوموبیل می‌باشد. این جعبه دنده دارای هفت دنده می‌باشد و دارای همان کلاچ دوبلی است که فراری بر روی مدل کالیفرنیا قرار داده‌است. میل گاردن این ماشین ازجنس فیبرکربن ساخته شده و فقط چهار کیلوگرم وزن دارد. بدنه و شاسی نیز از آلومینیوم ساخته شده که باعث سبکی خودرو شده‌است. این سبکی باعث شده ۵۶۳ اسب بخار نیرو داشته باشد که یک اسب بخار بیشتر از فراری ۴۵۸ ایتالیا است. نهایت سرعت این خودرو ۳۱۵ کیلومتر بر ساعت است. همچنین این خودرو ساخته شده مهندسان AMG می‌باشد و بر اساس فلسفه یک مرد یک موتور (one man one engine) ساخته شده است. پس از پایان تولید این خودرو، مرسدس بنز AMG GT جایگزین آن شد.

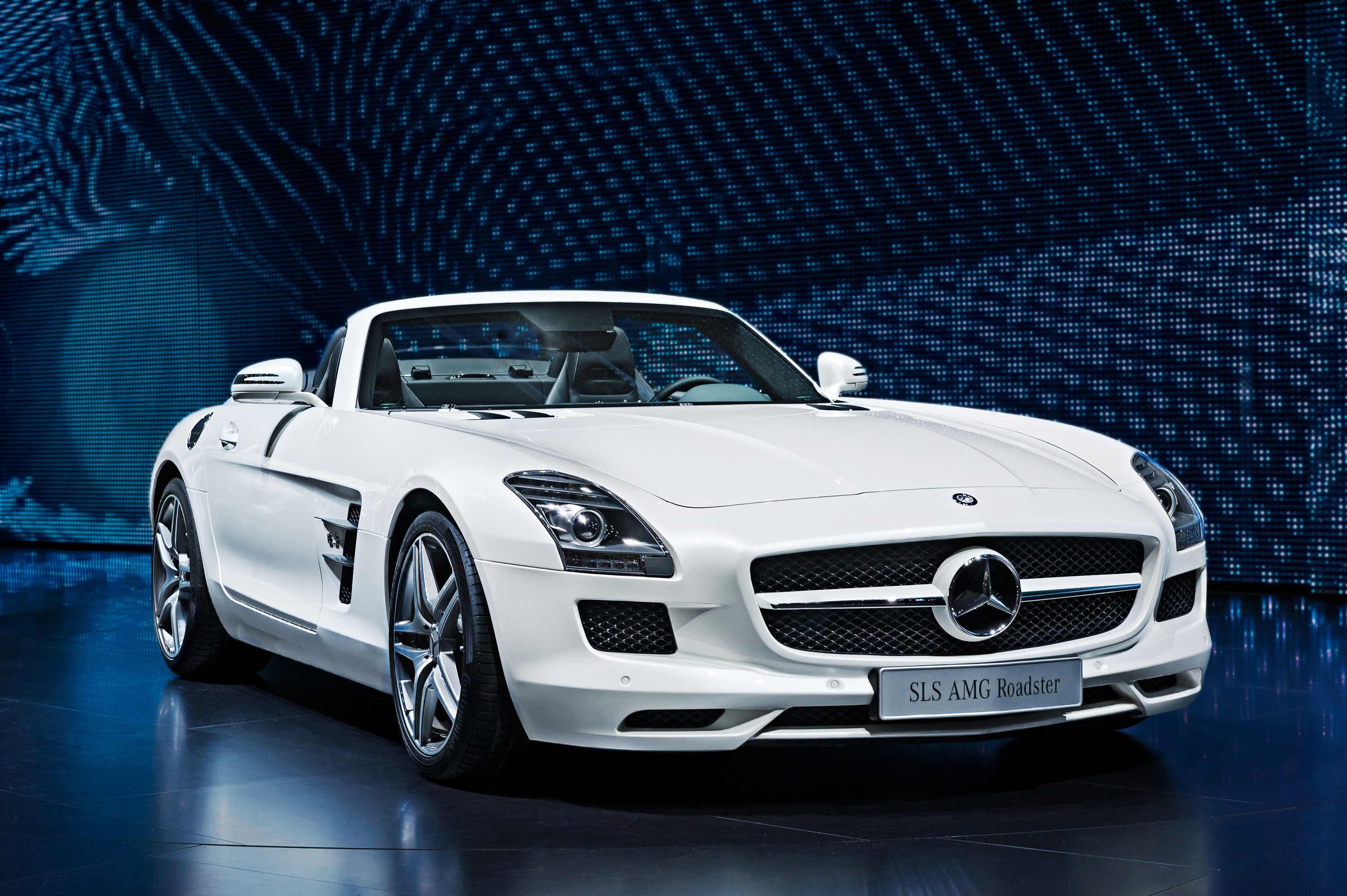
مرسدس بنز اس‌ال‌اس آام‌گ رودستر در نمایشگاه بین‌المللی خودروی فرانکفورت (۲۰۱۱ میلادی)
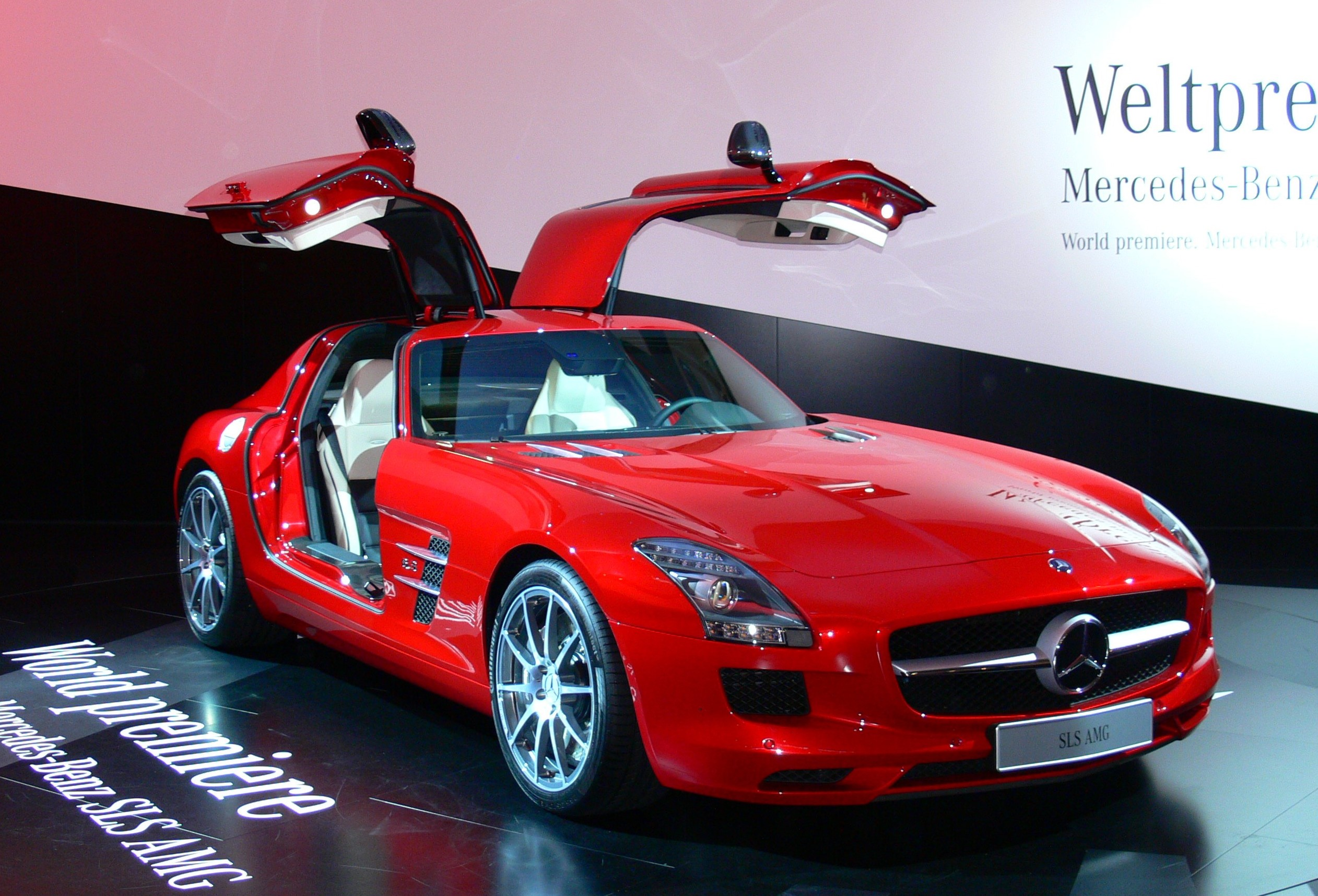